# Тесио (посёлок)

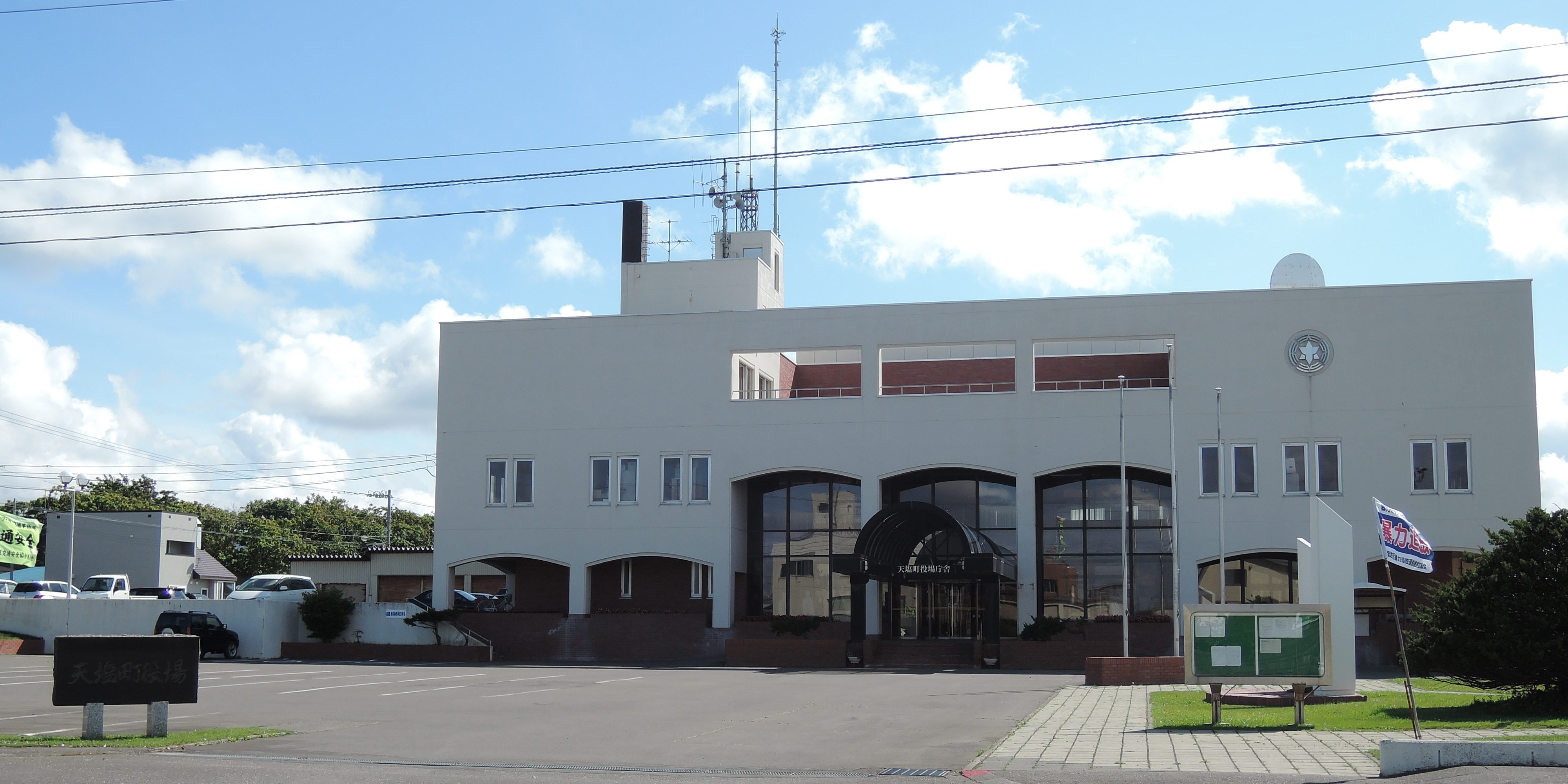
Мэрия посёлка Тесио

Те́сио (яп. 天塩町 Тэсио-тё:) — посёлок в Японии, находящийся в уезде Тесио округа Румои губернаторства Хоккайдо. Площадь посёлка составляет 353,31 км², население — 3358 человек (30 июня 2014), плотность населения — 9,50 чел./км².

## Географическое положение
Посёлок расположен на острове Хоккайдо в губернаторстве Хоккайдо. С ним граничат посёлки Эмбецу, Хоронобе, Накагава.

## Население
Население посёлка составляет 3358 человек (30 июня 2014), а плотность — 9,50 чел./км². Изменение численности населения с 1980 по 2005 годы:
| 1980 | 6281 чел. |  |
| 1985 | 5692 чел. |  |
| 1990 | 5340 чел. |  |
| 1995 | 4931 чел. |  |
| 2000 | 4542 чел. |  |
| 2005 | 4030 чел. |  |

## Символика
Деревом посёлка считается Prunus sargentii, цветком — Rosa rugosa, птицей — буроголовая гаичка.